# نیکولا برتی
نیکولا برتی (به ایتالیایی: Nicola Berti) بازیکن فوتبال و اهل ایتالیا است 

## تیم ملی
از سال ۱۹۸۸ تا ۱۹۹۵ میلادی عضو تیم ملی فوتبال ایتالیا بوده و در ۳۹ بازی ملی حضور داشته‌است. در جام جهانی ۱۹۹۰ برای تیمش در چهار بازی از جمله بازی مقابل انگلستان به میدان رفت. در جام جهانی ۱۹۹۴ در تمام بازی‌های تیم ایتالیا از جمله مسابقه فینال بازی کرد. او برای تیم ملی ۳ گل در بازی‌های دوستانه به ثمر رساند.